# Khalid Fouhami
Khalid Fouhami (Casablanca, 25 dicembre 1972) è un allenatore di calcio ed ex calciatore marocchino, di ruolo portiere.

## Carriera

### Club
Ha giocato nel campionato marocchino, rumeno, belga, russo e portoghese.

### Nazionale
Con la Nazionale marocchina ha preso parte alla Coppa d'Africa 2000, 2004 e 2008.